# سوخوي سو-57
سوخوي سو-57 (بالروسية: Сухой Су-57)‏ (لقب تعريف الناتو: فيلون Felon، وتعني المجرم) مقاتلة روسية متعددة المهام وثنائية المحرك ذات مقعد وحيد من مقاتلات الجيل الخامس شرعت شركة سوخوي في تطويرها منذ عام 1990 لصالح القوات الجوية الروسية. الطائرة من إنتاج PAK FA (بالروسية: ПАК ФА)‏، (بالروسية: Перспективный авиационный комплекс фронтовой авиации)‏، وهو برنامج مقاتلة من الجيل الخامس للقوات الجوية الروسية. الاسم الداخلي للطائرة سوخوي هو T-50. من المقرر أن تكون سو-57 أول طائرة في الخدمة العسكرية الروسية تستخدم تقنية التخفي. تمت رحلتها الأولى في 29 يناير 2010 ومن المقرر تسليم أول طائرة إنتاج في عام 2020. صُممت المقاتلة لتكون خارقة وقادرة على المناورة الفائقة، والتخفي، وذات إلكترونيات طيران متقدمة للتغلب على الطائرات المقاتلة من الجيل السابق وكذلك الدفاعات الأرضية والبحرية. تهدف سو-57 إلى أن تخلف ميج 29 وسو-27 في سلاح الجو الروسي.
ستحل الطائرة عند اكتمال تطويرها محل طائرات ميج 29 وسو-27 في المخزون الروسي وستكون بمثابة أساس لمشروع للسوخوي / هال FGFA الذي يجري تطويره مع الهند. وهي مصممة لمنافسة مباشرة مع المقاتلة الأمريكية الأمريكية - إف - 22 رابتور وإف-35 لايتنيغ. أنجزت تي 50 أول رحلة طيران في 29 يناير 2010.، كما أجرت طلعة أخرى في فبراير من ذات العام إضافة إلى طلعة ثالثة في 17 يونيو 2010 .
يستطيع رادارها اكتشاف الأهداف المطلوب التعامل معها من على بعد يزيد عن 400 كيلومتر، ويقدر على تتبع 60 هدفا في آن واحد، ويمكّن للطائرة من ضرب 16 هدفا دفعة واحدة في وقت واحد معتمدة على تقنية متقدمة ليزرية.
ويُفترض أن تبدأ القوات الجوية الروسية باستلام ست إلى عشر من مقاتلات الجيل الخامس ابتداء من عام 2012م. وتستهدف الخطة الأولى صناعة 1000 طائرة، بحيث تمتلك روسيا مائتين منها ومثلها للهند ويعرض الباقي وعدته 600 طائرة للبيع.

## التطوير

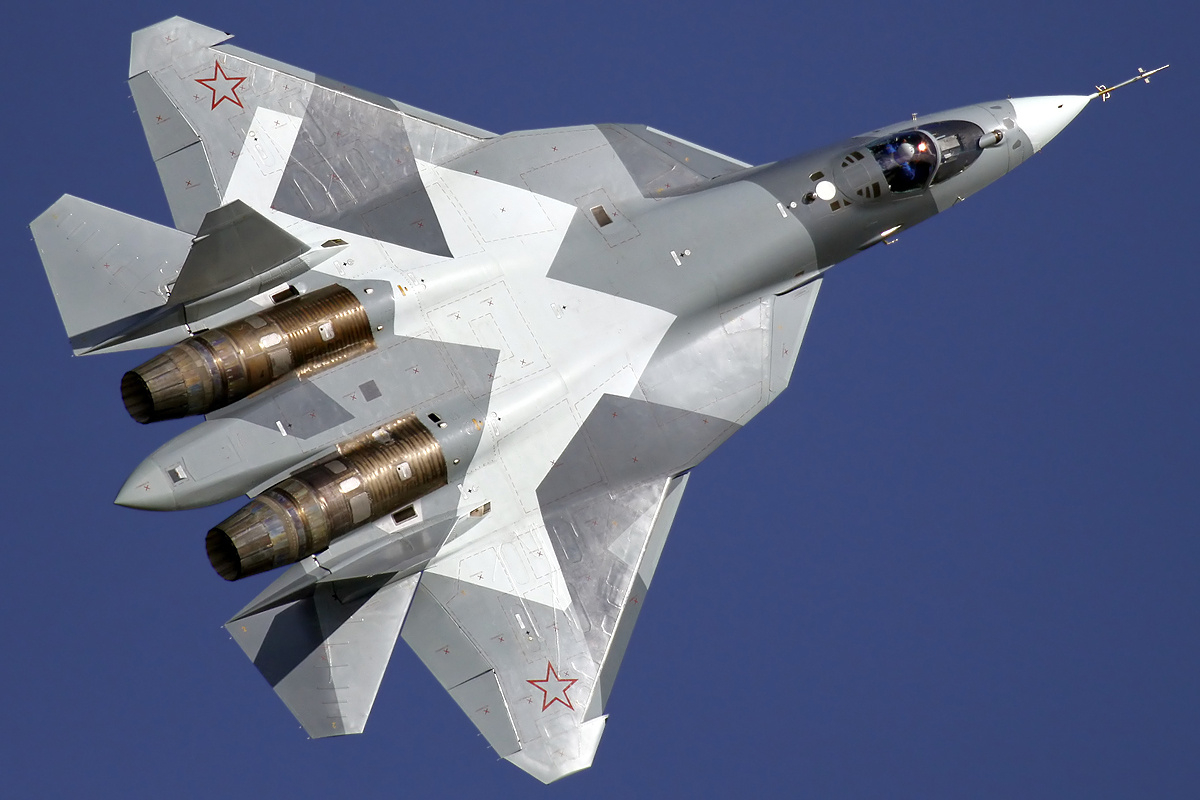
طائرة ت-50 فی المعرض الجوی ماکس 2011

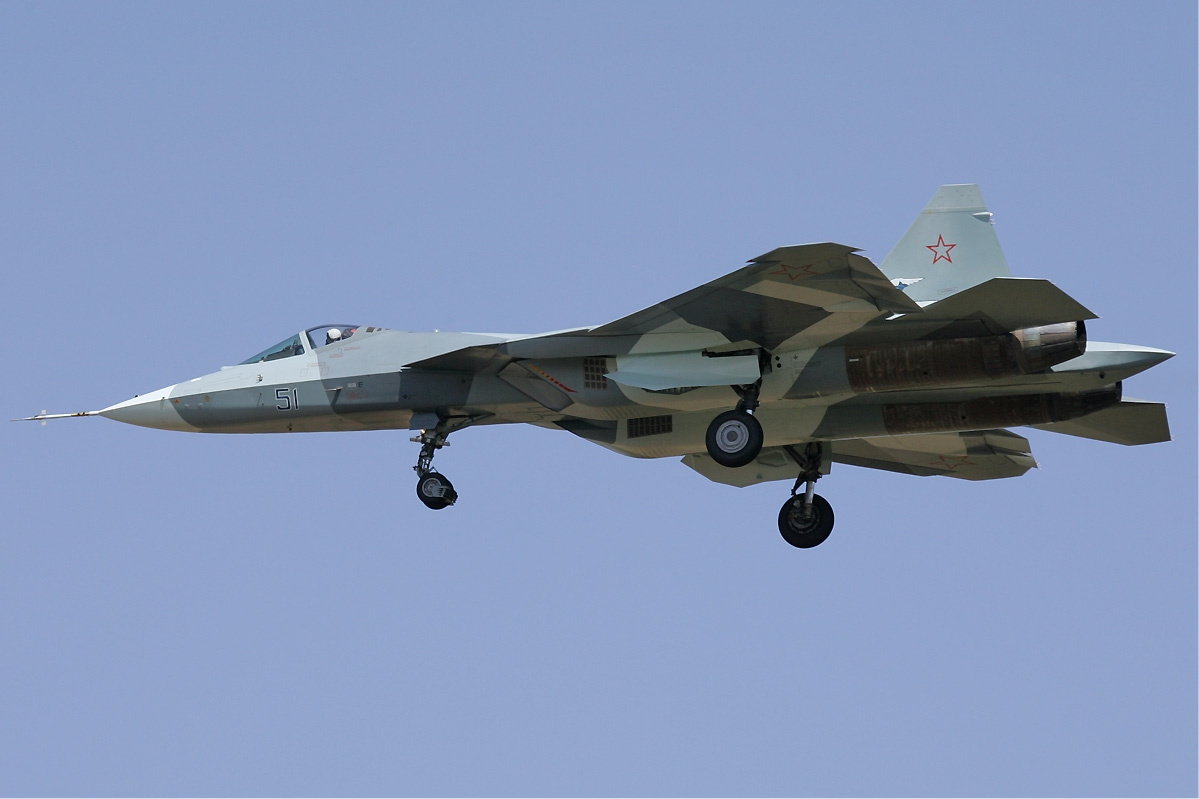
سوخوي ت-50 أثناء الطيران مع نشر معدات الهبوط، 2010

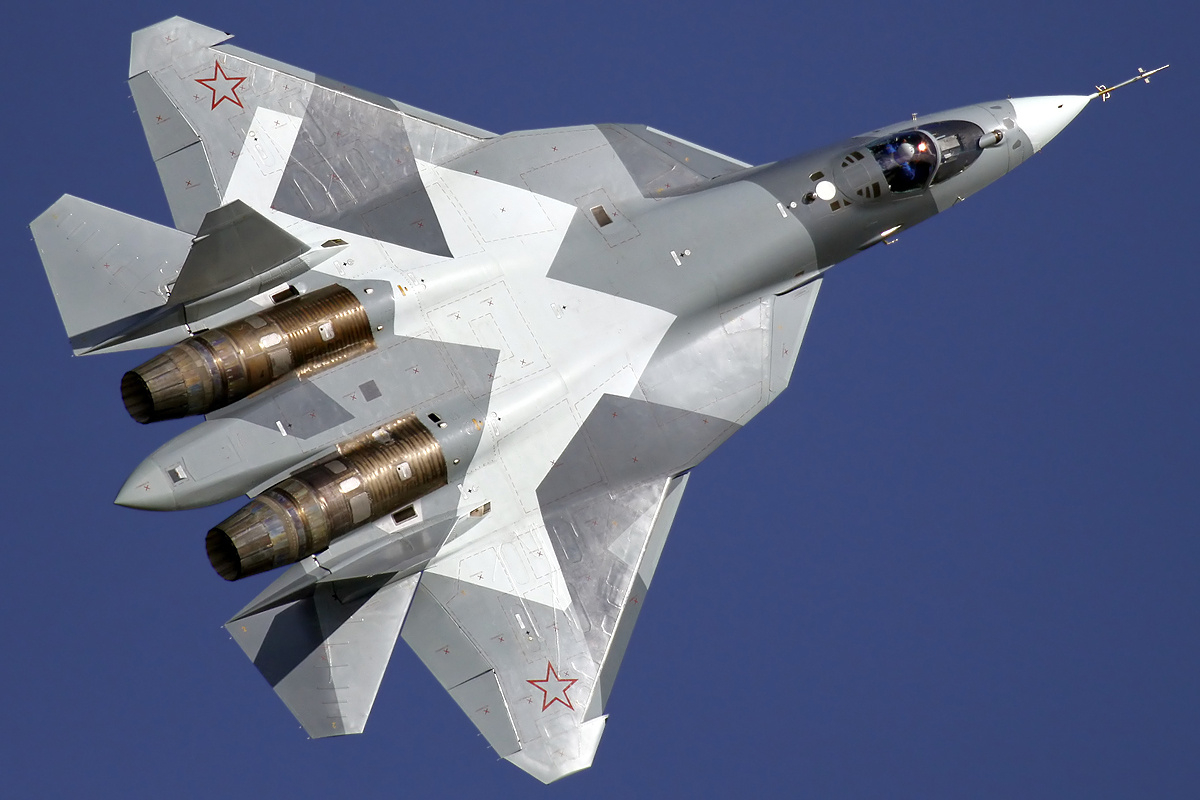
سوخوي ت-50 في المعرض الجوي ماکس 2011

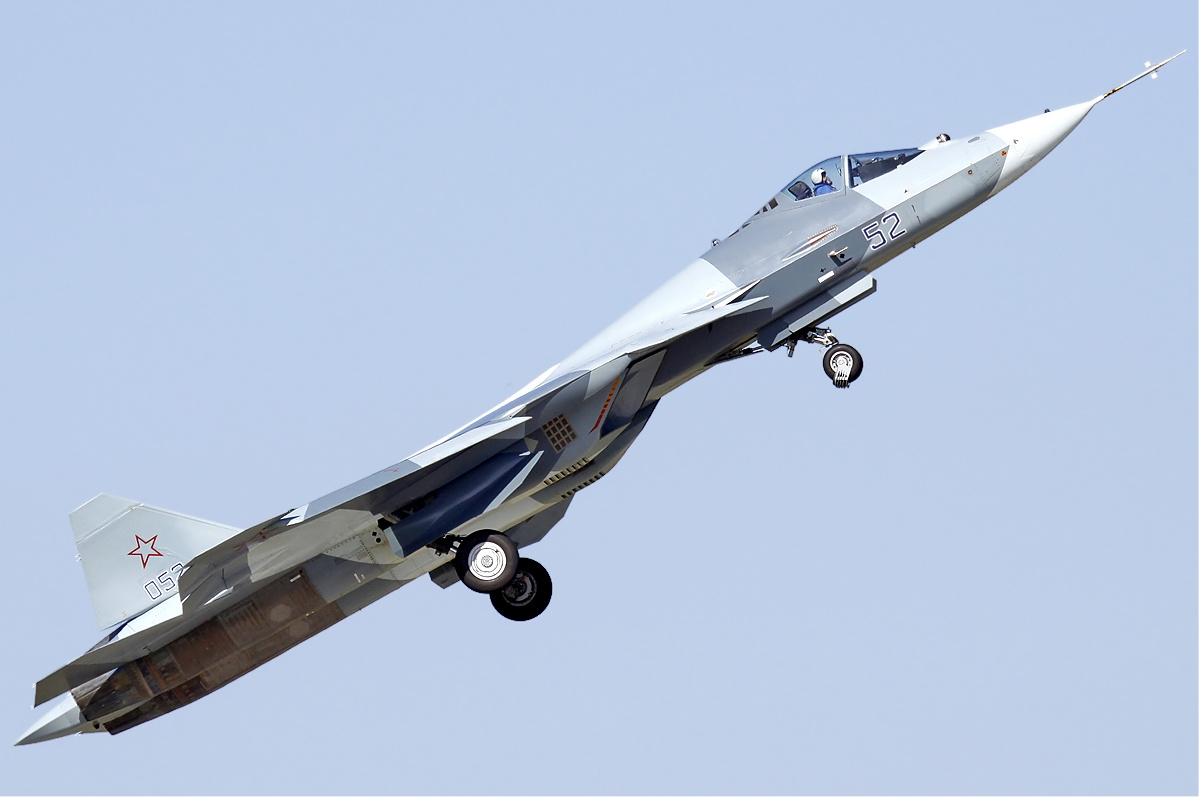
تسلق ت-50 بعد الإقلاع، 2011

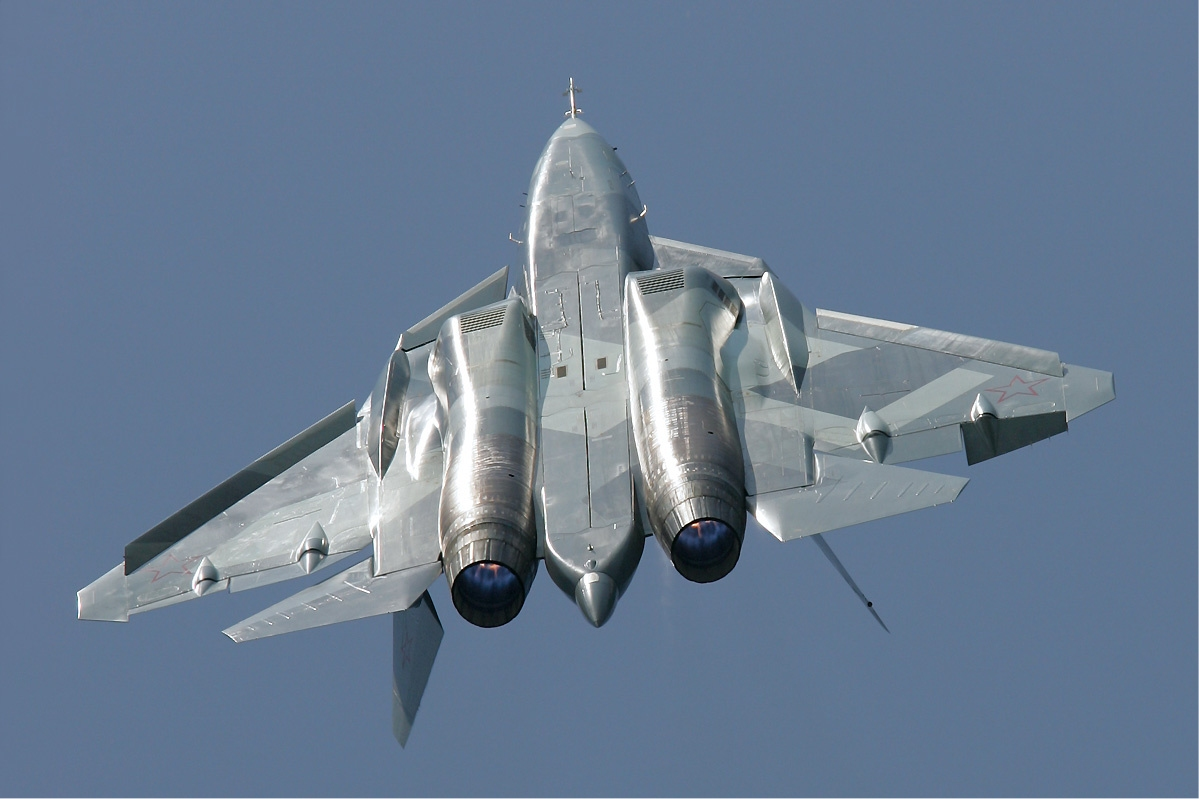
نموذج ت-50 يطير رأسًا على عقب

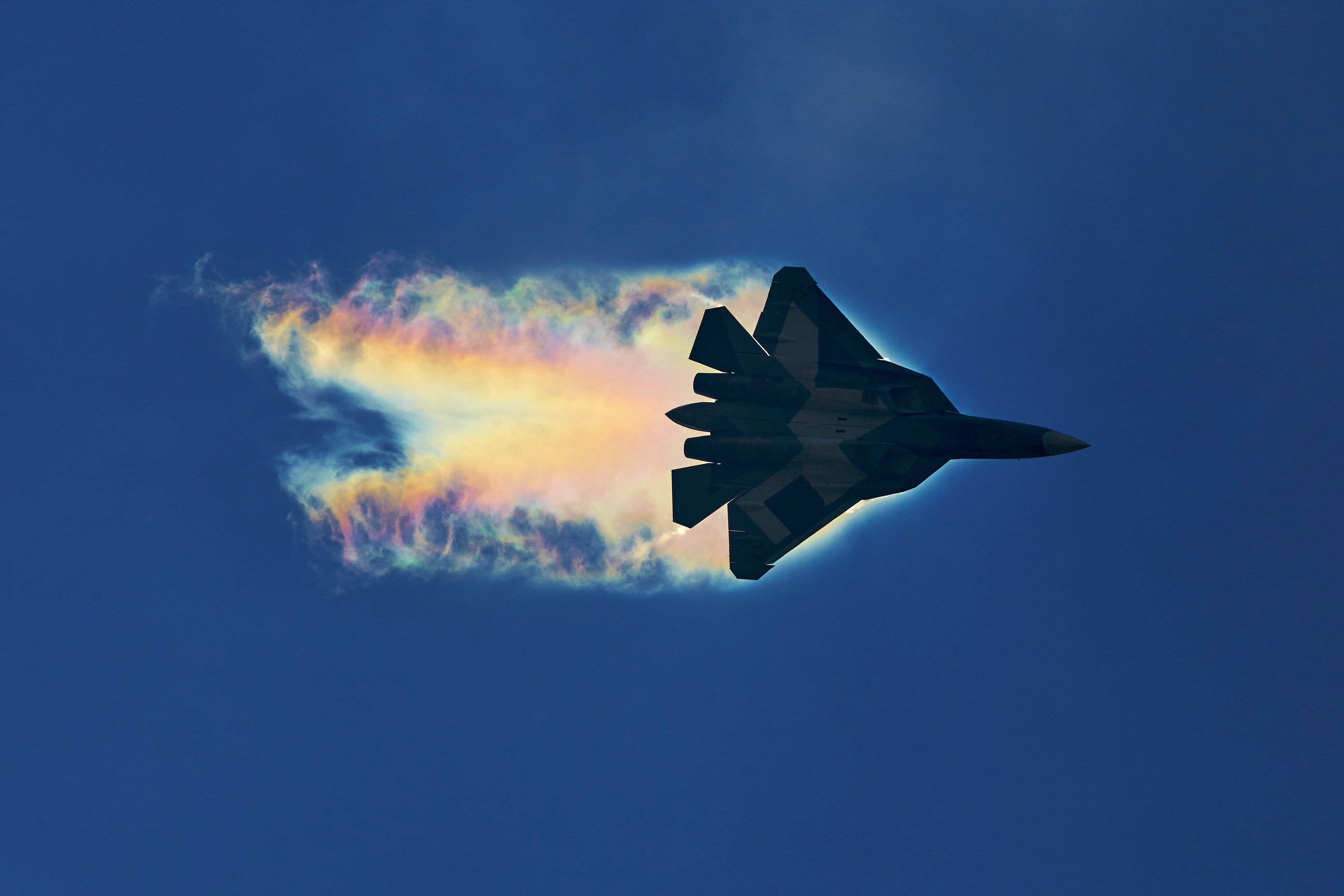
التكثيف الهوائي الديناميكي ت-50 في المعرض الجوي ماکس 2015

### البدايات
في عام 1979، خَلص الاتحاد السوفيتي إلى حاجته لطائرة من الجيل التالي لتدخل الخدمة في التسعينيات. سُمي هذا المشروع بـ I-90 ((بالروسية: Истребитель)‏، Istrebitel، «المقاتل») وطلبت أن يكون لدى المقاتلة قدرات هجومية أرضية كبيرة بحيث تحل في النهاية محل ميغ-29s وسو-27s في خدمة الطيران التكتيكي في الخطوط الأمامية. كان البرنامج اللاحق المصمم لتلبية هذه المتطلبات، هو MFI ((بالروسية: МФИ)‏، (بالروسية: Многофункциональный фронтовой истребитель)‏، Mnogofunksionalni Frontovoy Istrebitel «مقاتلة الخطوط الأمامية متعدد المهام»)، أسفر عن اختيار ميكويان لتطوير ميغ 1.44. على الرغم من عدم مشاركتها في مشاريع الطائرات السوفيتية، بدأت سوخوي برنامجها الخاص في عام 1983 لتطوير تقنيات لطائرة مقاتلة من الجيل التالي، مما نتج عنه تصميم سو-37، التي سُميت لاحقًا سو-47. وبسبب نقص الأموال بعد انهيار الاتحاد السوفيتي، تأخر برنامج ميغ 1.44 بشكل متكرر ولم تنجز الرحلة الأولى للنموذج الأولي حتى عام 2000، أي بعد تسع سنوات من الموعد المحدد. أُلغيت ميغ 1.44 لاحقًا وبدأ برنامج جديد لمقاتلة من الجيل التالي، وهو PAK FA. عكست متطلبات البرنامج قدرات الطائرات المقاتلة الغربية، مثل يوروفايتر تايفون وإف-22 رابتور. في عام 2002، اختيرت سوخوي بدلاً من ميكويان ليكون الفائز في مسابقة PAK FA وقاتد تصميم الطائرة الجديدة؛ واصلت ميكويان تطوير اقتراحها باسم LMFS ((بالروسية: ЛМФС)‏، (بالروسية: Легкий многофункциональный фронтальный самолёт)‏، Liogkiy Mnogofunktsionalniy Frontovoi Samolyet، «مقاتلة الخطوط الأمامية الخفيفة والمتعدد المهام») والتي صُممت لتكون أصغر حجمًا وبأسعار معقولة.
لتقليل المخاطر التنموية لـ PAK FA وتوزيع التكاليف المرتبطة بها، بالإضافة إلى سد الفجوة بينها وبين الجيل السابق من المقاتلات، نفذت بعض تقنياتها وميزاتها، مثل الدفع وإلكترونيات الطيران، في مقاتلة سوخوي سو-35، وهو البديل المتقدم من سو-27. تقوم جمعية إنتاج الطائرات في نوفوسيبيرسك (NAPO) بتصنيع المقاتلة الجديدة متعددة المهام في كومسومولسك-نا-أموري جنبًا إلى جنب مع جمعية إنتاج الطائرات كومسومولسك أون آمور (KnAAPO)، وسيتم التجميع النهائي في كومسومولسك- على أمور.
بعد مسابقة أقيمت في عام 2003، أُختير كل من مركز Tekhnokompleks العلمي والإنتاجي، ومكتب Ramenskoye Instrument Building Design، ومعهد تيخوميروف للبحث العلمي لتصميم الأجهزة (NIIP)، ومصنع أورال للبصريات والميكانيكية (UOMZ) في يكاترينبورغ، وشركة Polet في نيجني نوفغورود والمعهد المركزي للبحوث العلمية والهندسة اللاسلكية في موسكو لتطوير مجموعة إلكترونيات الطيران الخاصة بـ PAK-FA. وكانت شركة NPO Saturn هي المقاول الرئيسي للمحركات المؤقتة؛ فيما سيتنافس Saturn و MMPP Salyut على محركات المرحلة الثانية النهائية.
في عام 2004، أُنهي التصميم النظري للمقاتلة ووافقت عليه وزارة الدفاع الروسية، مع اختيار ألكسندر دافيدنكو ليكون كبير المصممين. بدأ تمويل البرنامج في عام 2005.
في 8 أغسطس 2007، نقلت وكالات الأنباء الروسية عن القائد العام للقوات الجوية الروسية (CinC) ألكسندر زيلين أن مرحلة تطوير البرنامج قد اكتملت وأن بناء أول طائرة لاختبار الطيران سيبدأ. خُطط لبناء ثلاثة نماذج أولية قابلة للطيران بحلول عام 2009.
في عام 2009، تمت الموافقة رسميًا على تصميم الطائرة.

### الحصيلة
في عام 2007، وافقت الهند وروسيا على تطوير مشترك لبرنامج الطائرات المقاتلة من الجيل الخامس (FGFA) للهند. في سبتمبر 2010، أفيد أن الهند وروسيا اتفقتا على عقد تصميم أولي حيث كان على كل دولة استثمار 6 دولارات مليار. كان من المتوقع أن يستغرق تطوير FGFA ما بين 8 إلى 10 سنوات. كان من المقرر توقيع الاتفاق على التصميم الأولي في ديسمبر 2010. خططت الهند للحصول على نسخة معدلة لبرنامج FGFA. وكانت تخطط أصلا على شراء 166 مقاتلة ذات مقعد وحيد و 48 من المقاتلات ذات المقعدين، ولكنه غُير إلى 214 من مقاتلي ذات المقعد الواحد، وبعد ذلك خفضت مشترياتها إلى 144 مقاتل بحلول عام 2012. في أوائل عام 2018، انسحبت الهند من مشروع FGFA، الذي اعتقدت أنه لا يفي بمتطلباتها المتعلقة بإلكترونيات الطيران والتخفي والقتالية والرادارات وأجهزة الاستشعار بحلول ذلك الوقت. دفعت هذه الأخبار بعض المراقبين للتشكيك في مستقبل مشروع سو-57 بأكمله.
صرح القائد العام للقوات الجوية الروسية فيكتور بونداريف أن خُطط لدخول الإنتاج التسلسلي للمقاتلة في عام 2017، وذلك بعد الانتهاء من جميع التجارب. في عام 2017، صرح نائب الوزير يوري بوريسوف أن سو-57 ستدخل الخدمة على الأرجح في عام 2018، بسبب تنفيذ محركات أكثر تقدمًا وإجراء مزيد من الاختبارات. وذكر أيضًا أنه سيكون جزءًا من برنامج التسلح الحكومي الجديد 2018-2027. العدد الفعلي للطائرات التي ستسلم غير معروف حتى الآن.
في 30 يونيو 2018، أفيد أنه تم الاتفاق على طلب شراء 12 طائرة، مع تسليم شحنات إلى صفوف القوات المسلحة الروسية اعتبارًا من عام 2019. ستنضم الطائرة الأولى إلى أفواج المقاتلات في قاعدة ليبيتسك الجوية. في الوقت نفسه، صرح نائب رئيس الوزراء للدفاع وصناعة الفضاء يوري بوريسوف أن " سو-35 هي اليوم واحدة من أفضل المقاتلات في العالم، لذلك لا يوجد سبب لتسريع العمل على الإنتاج الضخم للطائرة من الجيل الخامس. تسبب تصريح بوريسوف في ارتباك بين المراقبين. فسر البعض مقاتلة الجيل الخامس التي أشار إليها على أنها FGFA، البديل المُصدَّر من سو-57، بينما فسره آخرون على أنه يشير مباشرة إلى سو-57 نفسها. أدى هذا أيضًا إلى تنبؤات ومخاوف بشأن مستقبل المشروع: فسره البعض على أنه تكرار لاستمرار برنامج سو-57 كما هو مخطط سابقًا، وفسره آخرون على أنه لن يتم إنتاج برنامج سو-57 بكميات كبيرة، ويعتقد البعض أنه بمثابة إعلان ضمني عن إلغاء المشروع. قد يكون تباطؤ المشتريات بسبب النمو البطيء الحالي للاقتصاد الروسي، في حين أن مشتريات الملحقات المستقبلية صارت لأجل مستقبلي غير معروف؛ قد يكون الجيش الروسي في انتظار جاهزية محرك Saturn Izdeliye 30 الأكثر قوة للإنتاج التسلسلي.
في 22 أغسطس 2018، خلال المنتدى العسكري التقني الدولي «ARMY-2018»، وقعت وزارة الدفاع الروسية و JSC Sukhoi العقد الأول لتسليم مقاتلتين من طراز سو-57. ومن المقرر تسليم أول طائرتين في عامي 2019 و 2020 على التوالي.
خططت وزارة الدفاع الروسية لإبرام عقد ثان لشراء 13 طائرة إضافية في عام 2020. ومع ذلك، في 15 مايو 2019، أعلن الرئيس الروسي فلاديمير بوتين أنه سيتم شراء 76 طائرة وتسليمها إلى سلاح الجو بحلول عام 2028. جاء ذلك بعد تخفيض سعر سو-57 والمعدات بنسبة 20٪. تم التوقيع رسميًا على عقد شراء 76 طائرة في 27 يونيو 2019 في المنتدى العسكري الفني الدولي «ARMY-2019». في الشهر نفسه، ذكر المدير العام لشركة الصواريخ التكتيكية (KRTV) بوريس أوبنوسوف، أنه تم توقيع عقد إنتاج متسلسل للذخيرة لمقاتلات سو-57، ويجري تنفيذه.
بدأت شركة سوخوي الإنتاج التسلسلي للطائرة في أواخر يوليو 2019.

### تجارب الطيران
في 29 يناير 2010، أعلنت شركة «سوخوي» الروسية لصناعة الطائرات أن طائرة مقاتلة جديدة من إنتاجها تنتمي إلى جيل المقاتلات الخامس أتمت أول رحلة تجريبية للنموذج الأولي تي 50-1في الشرق الأقصى الروسي بنجاح، حيث طالت الرحلة نحو 45 دقيقة. كان النموذج الأولي الثاني، تي-50-2، مخططًا له في الأصل للطيران في أواخر عام 2010، ولكن أُجل إلى مارس 2011. كان النموذجين الأوليين يفتقران إلى أنظمة التحكم في الرادار والأسلحة. في14 مارس 2011، حققت المقاتلات رحلة أسرع من الصوت في ميدان اختبار بالقرب من كومسومولسك أون أمور.

## التصميم

### المحرك
محرك الطائرة مطورا لمحرك مقاتلة الجيل الرابع «سو-35» إلا أن المحرك الجديد يختلف عن ذلك المستخدم في مقاتلة «سو-35» بارتفاع قوة السحب ومنظومته الآلية المعقدة التي جعلت المقاتلة الجديدة تتميز عن غيرها بالكثير من المواصفات الفنية بما في ذلك القدرة الفائقة على المناورة.

### إلكترونيات الطيران والدفع
من مميزات هذه الطائرة القدرة على التحليق خلال مدة طويلة بسرعة تفوق سرعة الصوت في النهار والليل وفي أية ظروف جوية، والقدرة على التخفي، وقدرة عالية على حماية النفس.
مقاتلة «تي-50» تعمل بمحركين، وتحمل الطائرة أسلحتها من صواريخ وقنابل، في باطنها من أجل التخفي. وتحتل حاوية الأسلحة التي تتسع لما يبلغ وزنه 2.5 طن، نحو ثلث حجم الطائرة، وعندما لا تكون هناك حاجة إلى التخفي يمكن للطائرة أن تحمل المزيد من الأسلحة في الحاوية الخارجية، وفي هذه الحالة يمكن لها أن تحمل من الأسلحة ما يزن 7 أطنان في الحاويتين الداخلية والخارجية.وفي نوفمبر 2023 حصل السرب الوحيد من مقاتلات الجيل الخامس SU-57 لدى القوات الجوية الروسية، على فئة جديدة من صواريخ يصل مداها إلى 3500 كيلومتر، وهي مشابهة لصواريخ Kh-101/102، المدمجة في القذائف الاستراتيجية الروسية.

## المستخدمون
روسيا
- القوات الجوية الفضائية الروسية – أكدت في يونيو 2018 عن نيتها شراء 12 طائرة.[62]

### مستخدمون مستقبليون
الجزائر
- القوات الجوية الجزائرية – تم طلب 32 طائرة من طراز Su-57 في ديسمبر 2019 لتلبية احتياجات القوات الجوية الجزائرية، و تم تسليم 12 سنة 2022 و 8 سنة 2024 الدفعة المتبقية من المقرر التسليم عام 2025 حتى 2026[63][64][65]

.ادميرال

## مواصفات الطائرة

### الصفات العامة
- الطاقم: 1.
- الطول: 22 متر (72 قدم).
- المسافة بين الجناحين: 14.2 م (46.5 قدم).
- الارتفاع: 6.05 متر (19.8 قدم).
- مساحة الأجنحة: 78.8 متر² (848.1 قدم²).
- الوزن فارغة: 18,500 كغم.
- الوزن محملة: 26,000 كغم.
- أقصى وزن: 37,000 كغم.
- المحرك: 2 × محرك جديد لم يكشف عن اسمه من قبل قدرة كل منهما 175 كيلو نيوتن.[66]

### الأداء
- السرعة القصوى: 2.45 ماخ(2,600 كيلومتر/ساعة).
- المدى: 4,000-5,500 كم.
- أقصى ارتفاع: 20,000 متر.
- معدل الصعود: 350 متر/ثانية.
- الحمل على الأجنحة: 330 (عادي) -- 470 (كحد أقصى)كغم/متر².
- النسبة دفع-وزن: 1.4.

### التسليح
- 1 * 30 مم رشاش.
- 10 حجرات داخلية و 6 خارجية لحمل صواريخ Vympel R-73 و Vympel R-77.

## معرض الصور

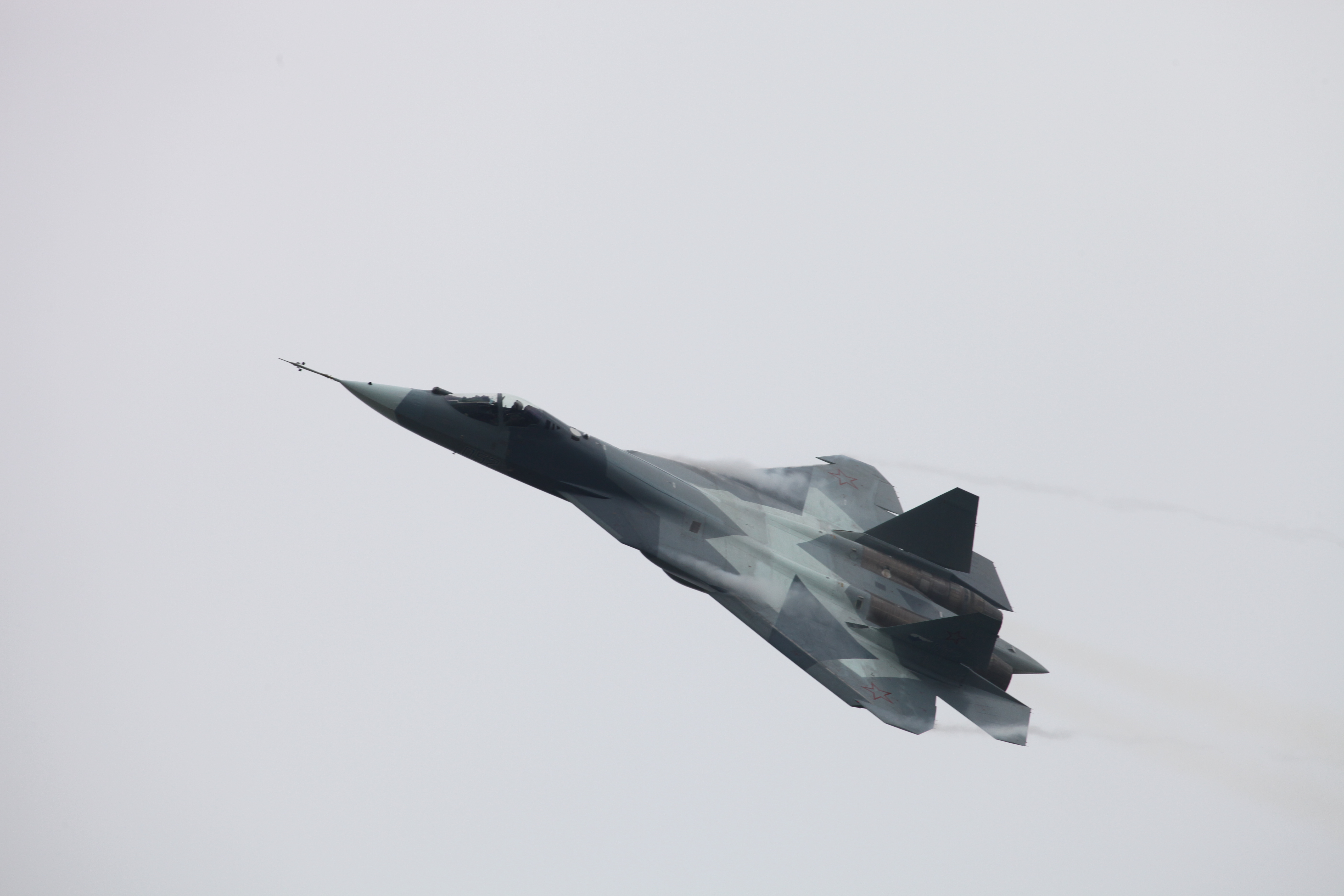
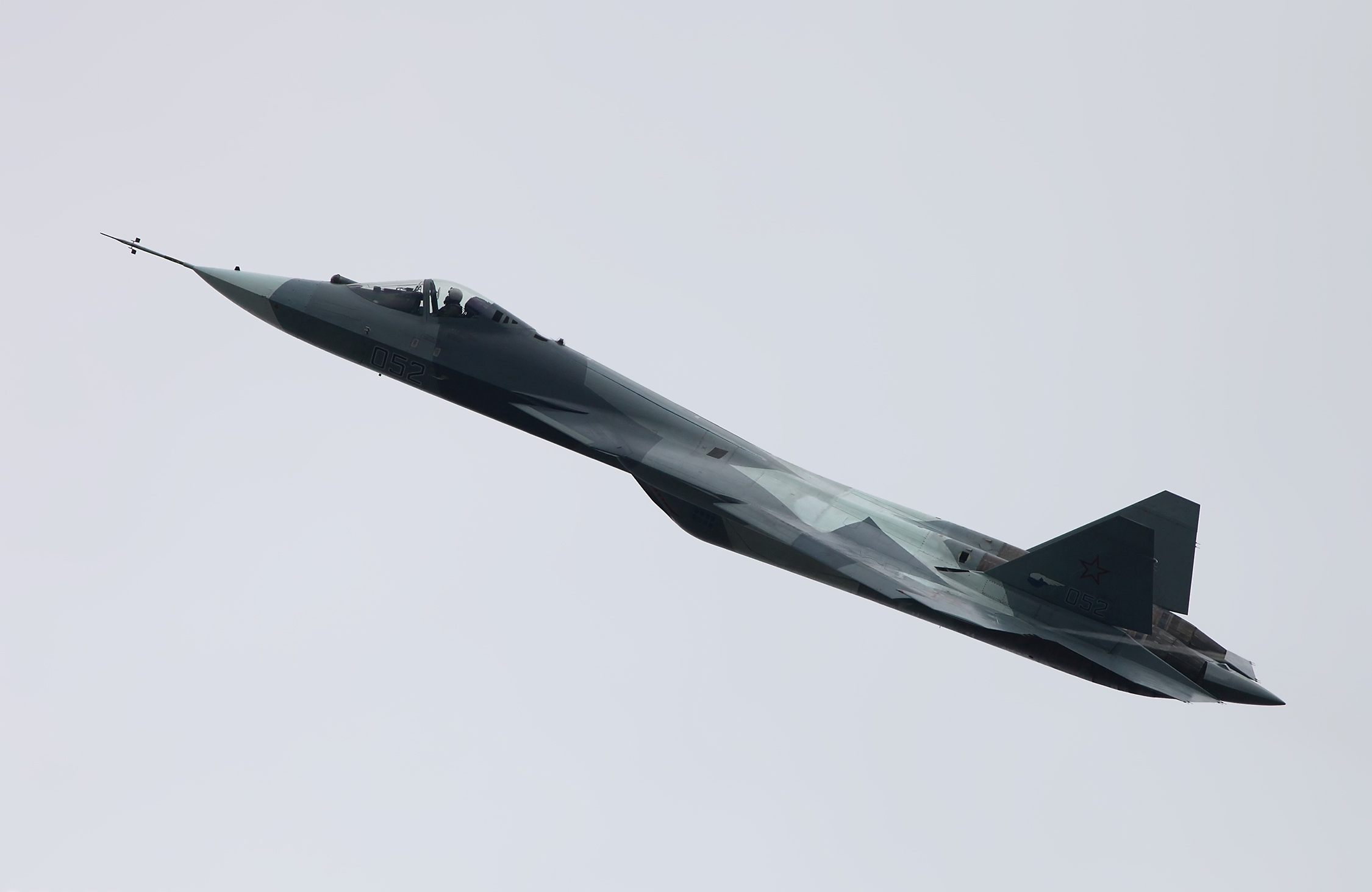
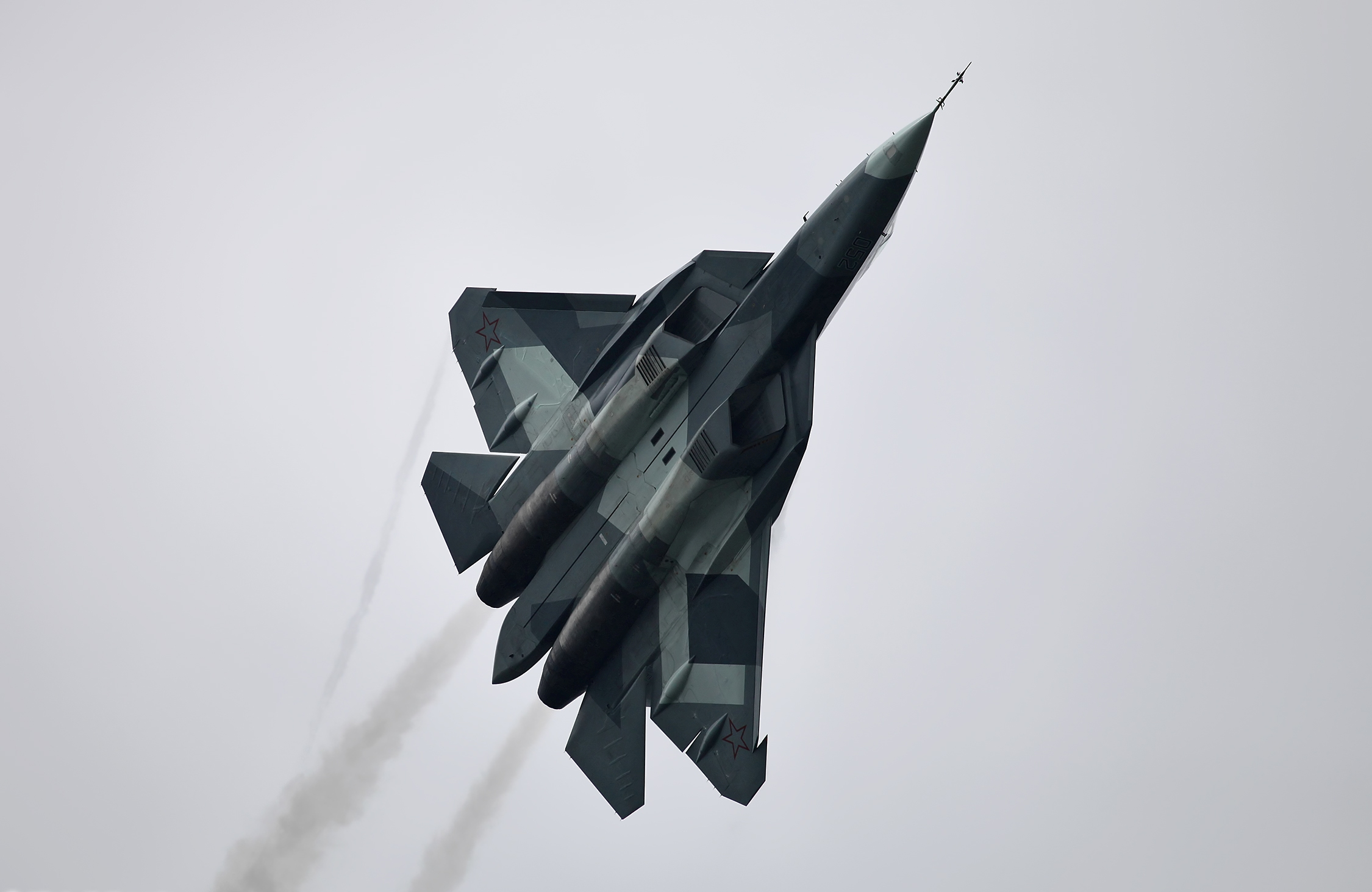
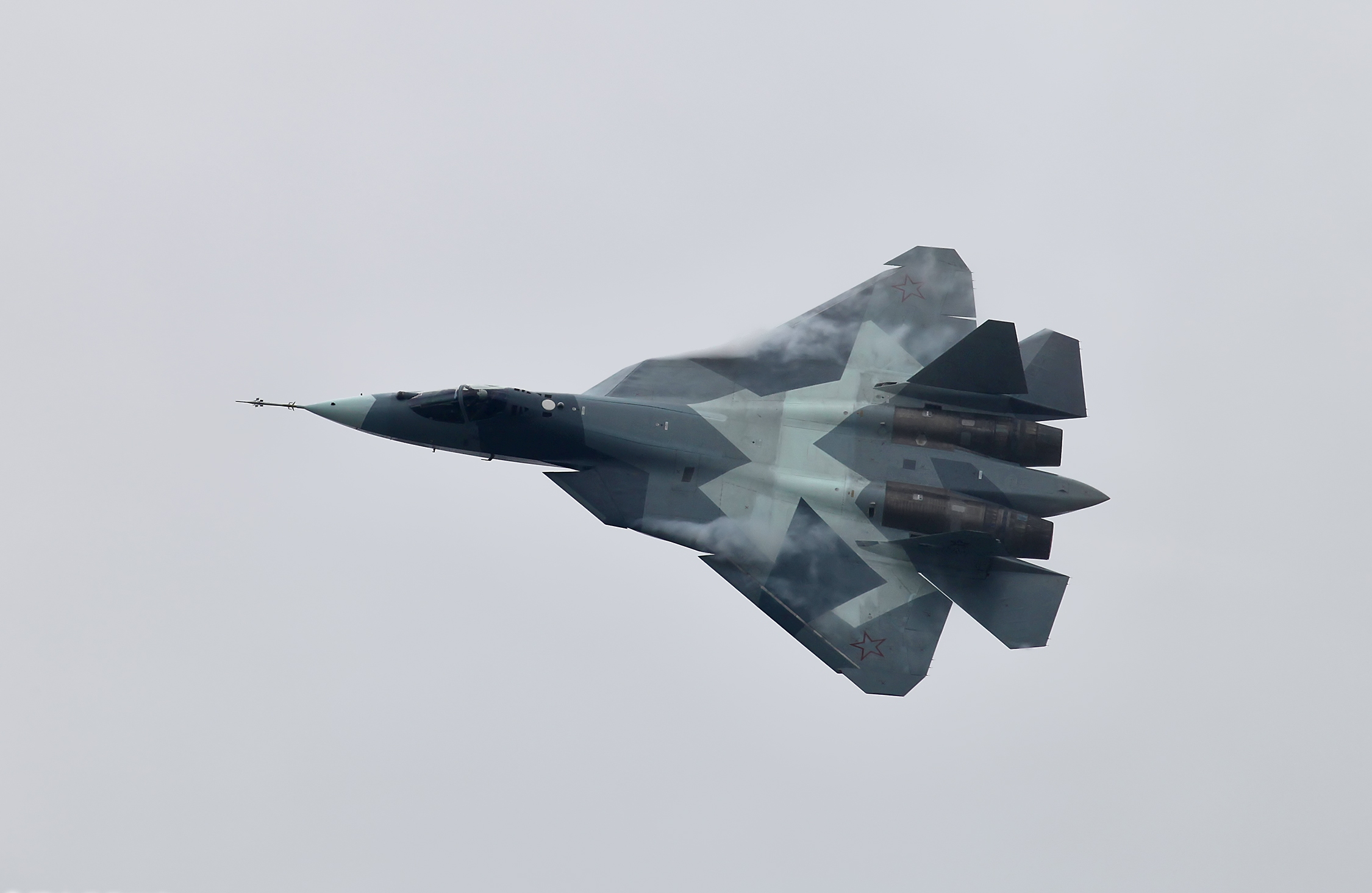
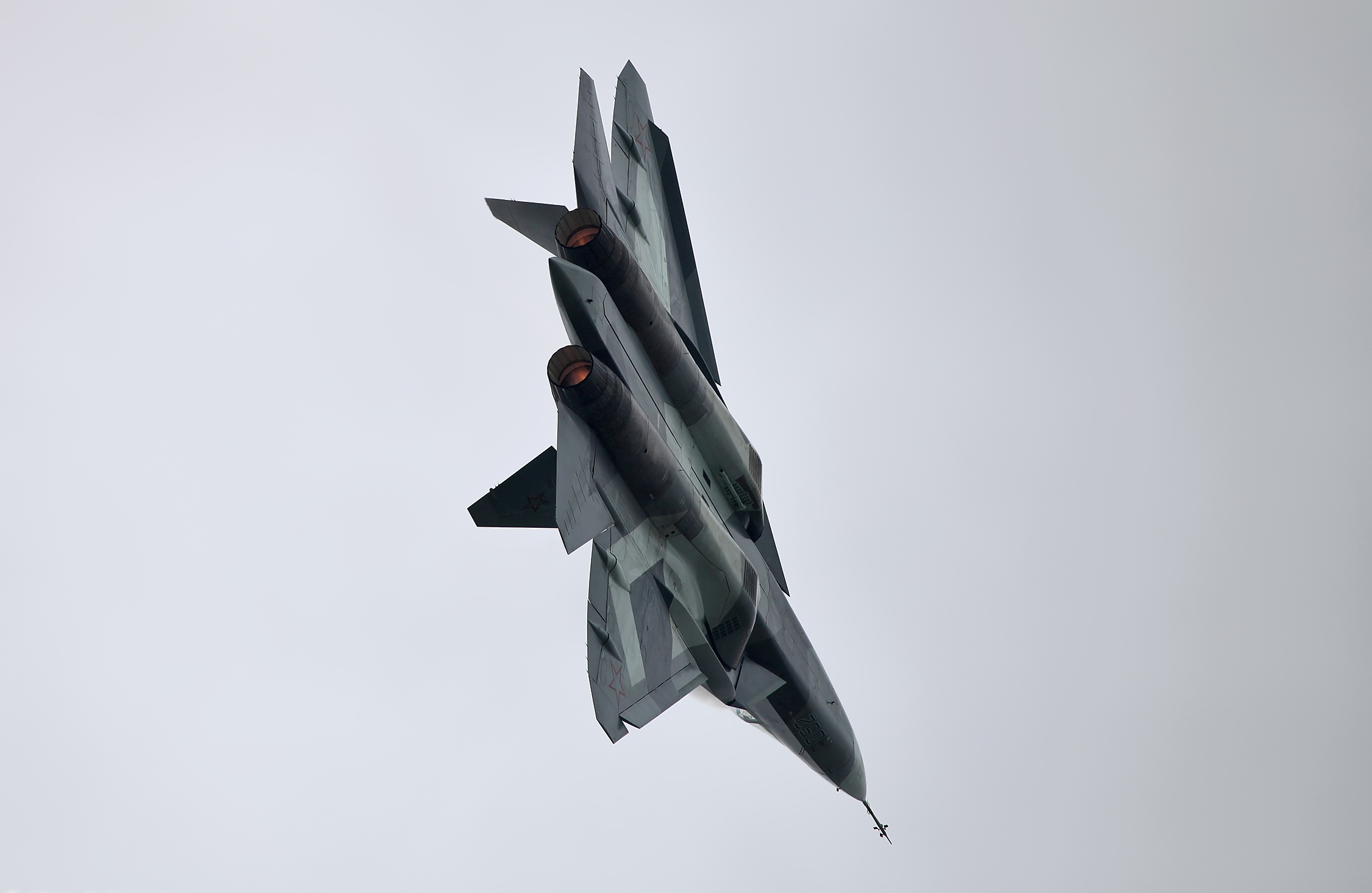
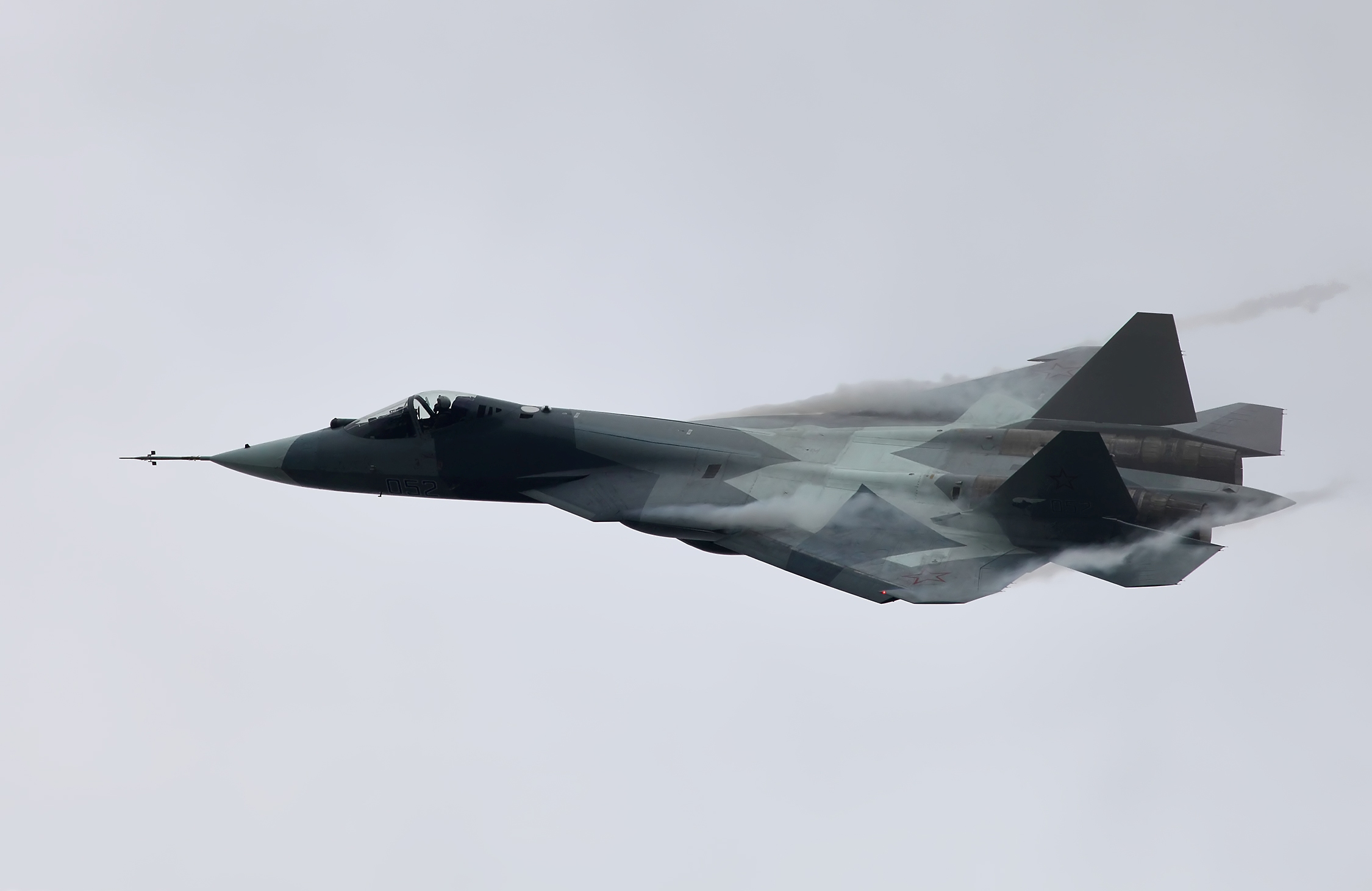
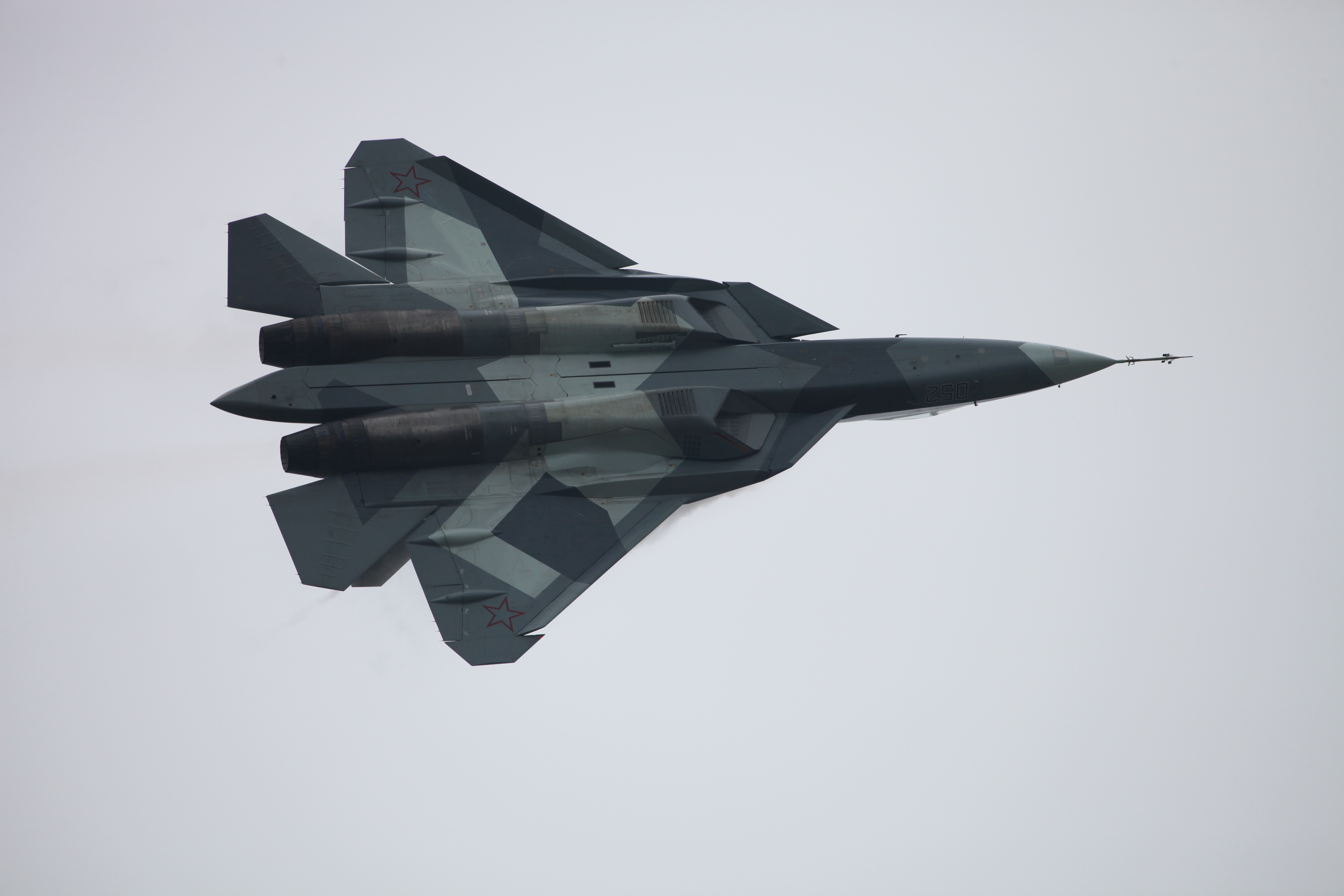

## وصلات خارجية
موقع قناة روسيا اليوم
وكالة أنباء نوفوستي الرسمية الروسية